# Friends of Israel Initiative
Die Initiative Friends of Israel ist eine internationale Organisation, die im Juni 2010 von dem ehemaligen spanischen Premierminister José María Aznar, dem Friedensnobelpreisträger David Trimble, dem ehemaligen Präsidenten von Peru Alejandro Toledo und dem ehemaligen Botschafter der USA bei den Vereinten Nationen John R. Bolton gegründet wurde. Das erklärte Ziel der Organisation ist es, den Versuchen, den Staat Israel und sein Recht auf Existenz zu delegitimieren, Widerstand zu leisten.
Am 17. Juni 2010 wandte sich Aznar in der Zeitung The Times an die Weltöffentlichkeit. Die englische und amerikanische Presse hat die Gründung der Initiative mehrfach kommentiert.